# Contemporary Organic Synthesis
Contemporary Organic Synthesis (abgekürzt: Contemp. Org. Synth.) war eine zweimonatlich von der Royal Society of Chemistry herausgegebene wissenschaftliche Fachzeitschrift. Sie erschien von 1994 bis 1997 und behandelte Themen aus dem Bereich der organischen Synthese.